# Cervecería San Carlos
Cervecería San Carlos es un establecimiento cervecero, de San Carlos, en la Provincia de Santa Fe,  República Argentina. Fue fundada en 1884 y es la tercera más antigua del país y la más antigua aún en pie.

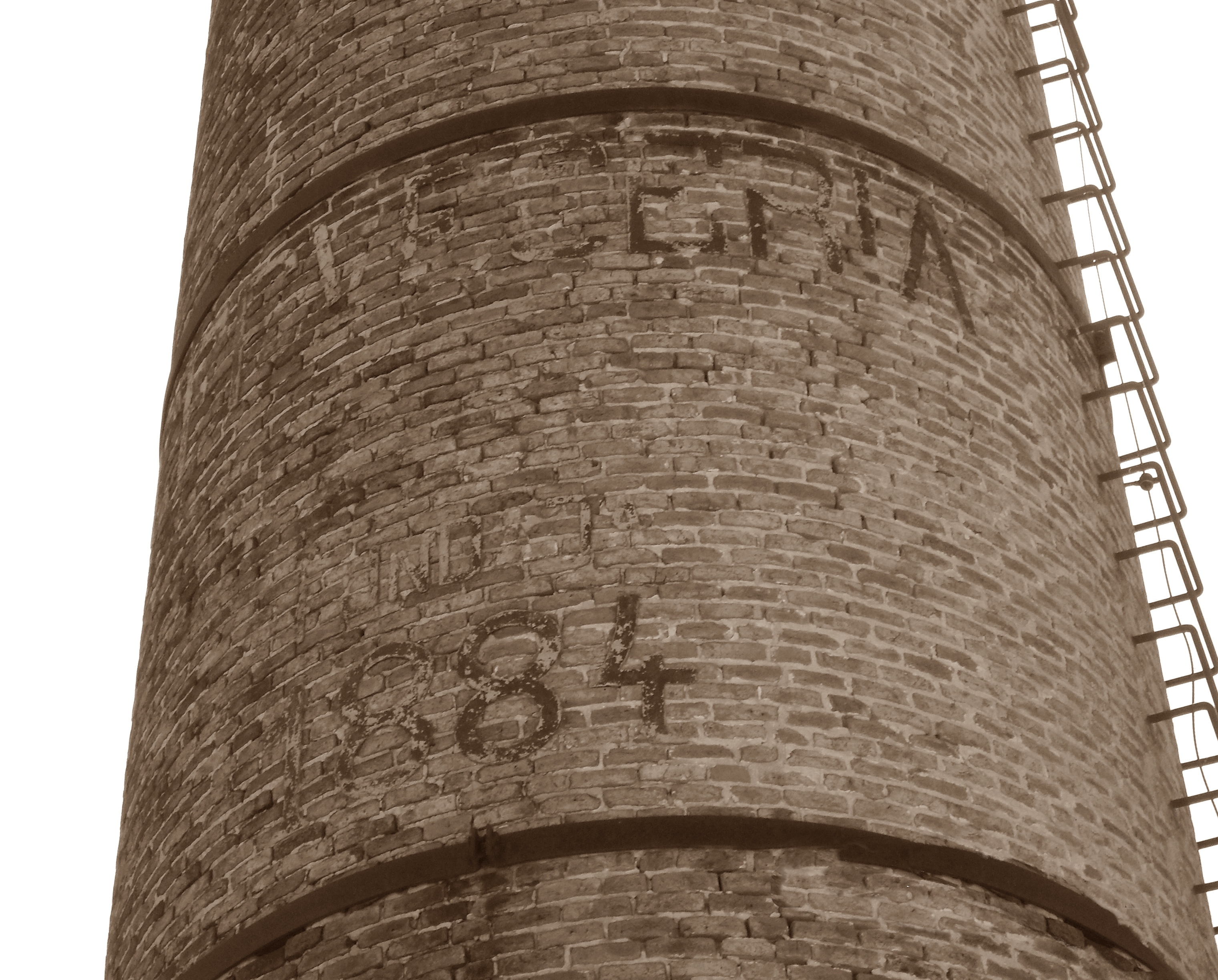
Chimenea con la leyenda "Cervecería Fundada en 1884"

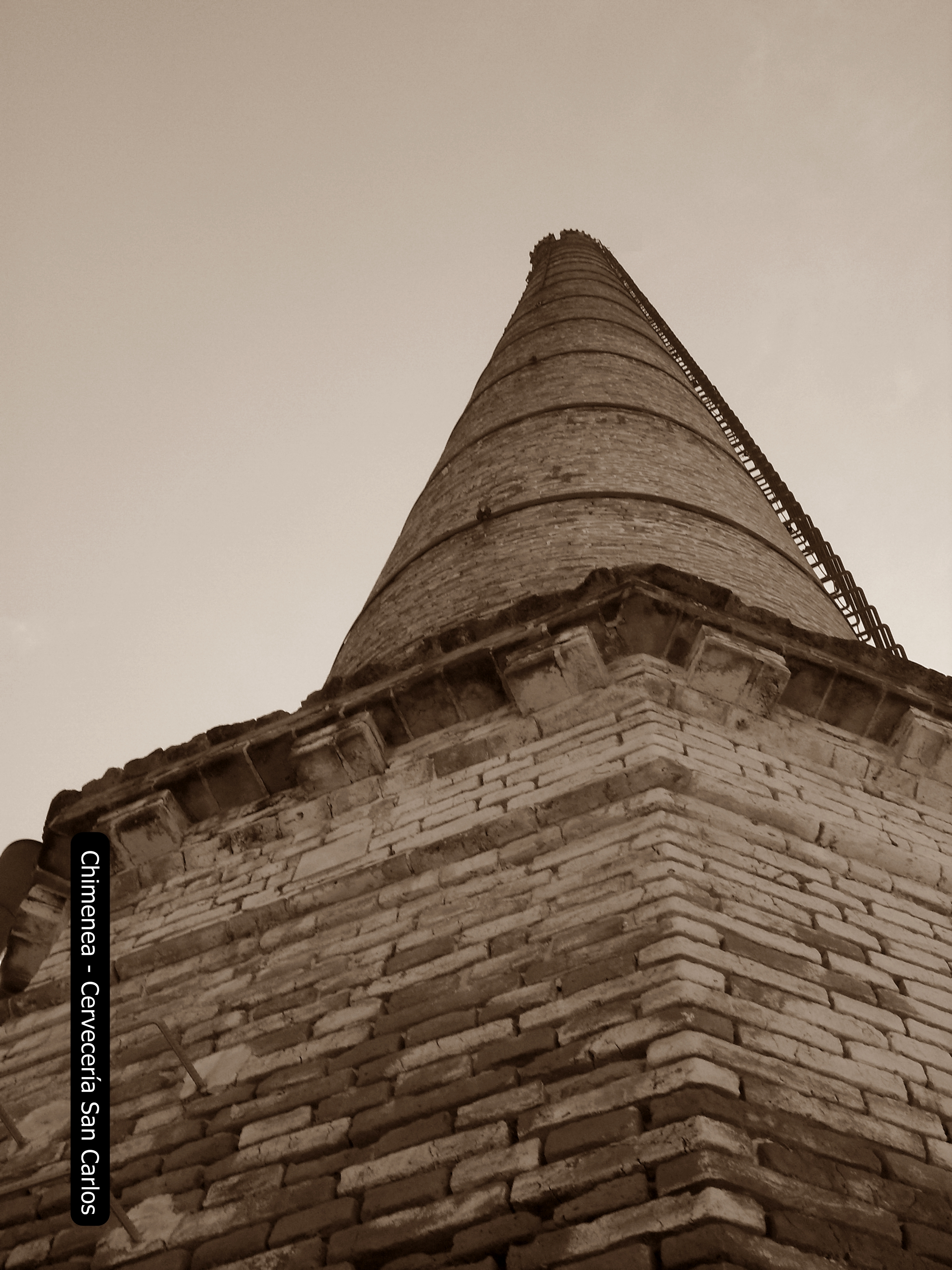
Chimenea desde la base

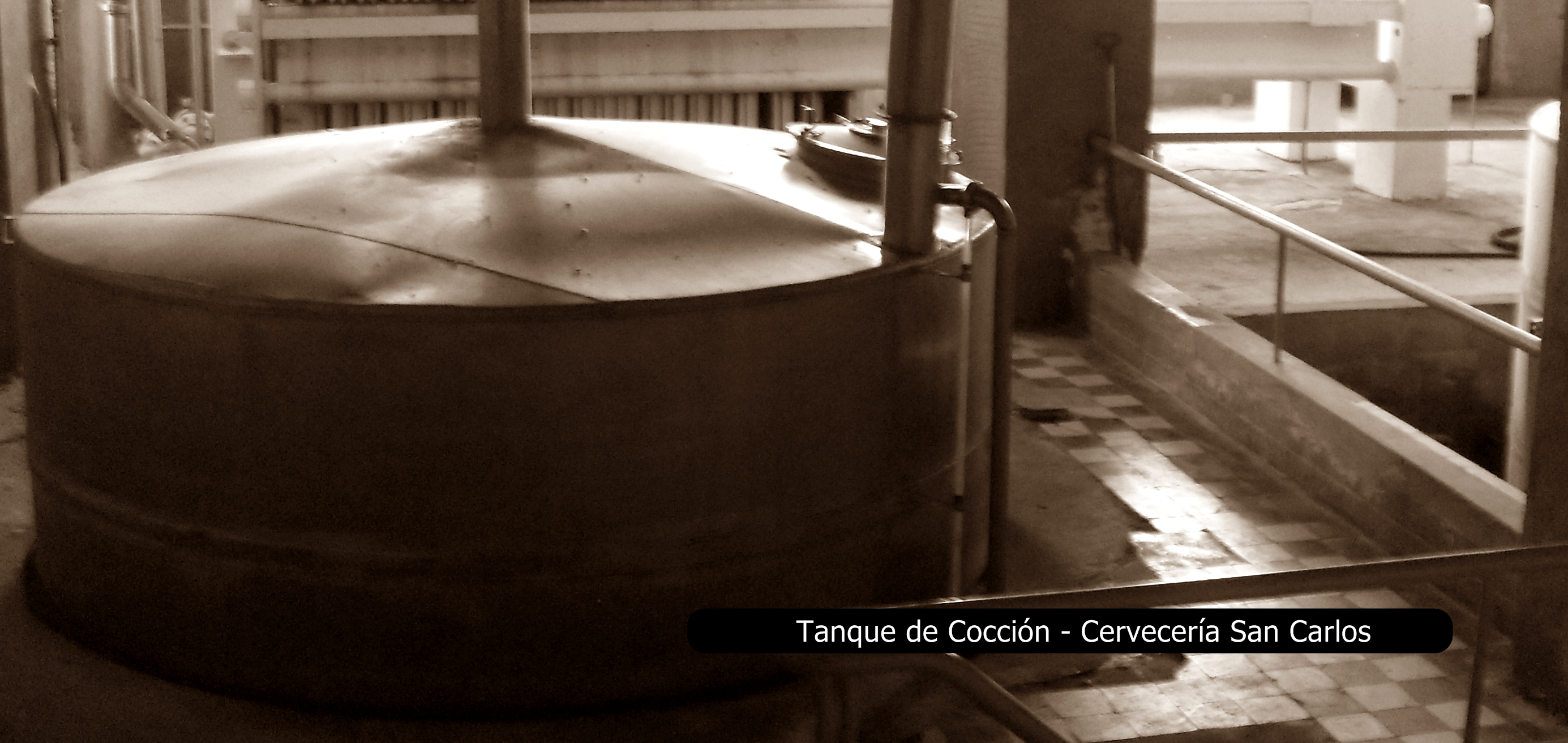
Uno de los tanques de cocción de más de 10 metros de altura

## Historia
Es una de las cervecerías con más historia del país, para conocer por completo la historia cervecera de Argentina es necesario tener muy en cuenta a la Cervecería San Carlos, ya que esta fue fundada en 1884, y de esta salieron los maestros cerveceros que fundaron las demás cervecerías del resto de la Provincia de Santa Fe. Las fundaciones de las cervecerías Cervecería Santa Fe y Schneider están directamente relacionadas con la San Carlos, Es por eso que se la denomina "Madre de Cervecerías" y por eso se describe a esta región como, "Tierra de Cerveceros", como lo dicen varios de los spot y publicidades a través del tiempo.
La Cervecería San Carlos es la tercera más antigua de Argentina, detrás de la Bieckert (1855) y la Kleinmann (1869), Ambas desaparecidas.*
 El origen de esta cervecería está relacionado con la inmigración de colonos que llegaron a esa zona para fundar San Carlos en 1858. El grupo colonizador estaba integrado por franceses, italianos, alemanes y suizos, que luego de unos años de la fundación de la colonia se dividieron por motivos religiosos y problemas de idioma, dando lugar a las localidades de San Carlos Norte(franceses), San Carlos Centro (italianos) y San Carlos Sud (alemanes y suizos). 
A los 26 años de la fundación del pueblo, Francisco Neumeyer junto a un grupo de unos 20 hombres estableció una cervecería con el nombre de "Francisco Neumeyer - Cervecería San Carlos Sud". Un dato interesante es que las aguas de San Carlos no eran adecuadas para la producción de cerveza, es por eso que se instaló un sistema que recogía el agua de lluvia de los techos y de un molino cercano.
En 1908 la empresa fue adquirida por Enrique Meyer, este le cambió el nombre a "Cervecería San Carlos Brewery" y pasó su sede directiva a Londres, en el Reino Unido. Meyer adquirió unos terrenos del antiguo ferrocarril que es en donde actualmente se ubica la fábrica.
En 1912 uno de los directivos de la San Carlos Brewery se trasladó a la ciudad de Santa Fe y junto a otros empresarios fundó la actual Cervecería Santa Fe, de la cual uno de los socios, Otto Schneider, se separaría para fundar la Cervecería Schneider. Es por esto que la Cervecería San Carlos es considerada la "Madre de las cervecerías", ya que todas tienen origen en esta.
En 1913 el directorio de la empresa tomó la decisión del nombre a "Cervecería Argentina San Carlos" y se creó la sede administrativa en la ciudad de Buenos Aires.
El progreso fue constante, y cuando la ciudad cumplió 75 años, en 1933, la producción era de 5.000 litros diarios. Este desarrolló motivó a la empresa a adquirir terrenos para la construcción de los hogares de sus obreros y también fomentar la creación de un club social y deportivo que pertenezca a los empleados. En 1958, junto con los 100 años del pueblo, la administración volvió a San Carlos, la producción era de 100 000 litros diarios y se contaban con más de 250 empleados.
Luego de un tiempo de crisis la compañía fue adquirida por un grupo empresario chileno, esta etapa se la conoce como la etapa de la "Postración" ya que el grupo no mostró mucho interés en la empresa. Afortunadamente la empresa fue adquirida por un nuevo grupo en 1981, ya para el centenario de su fundación, en 1984, la empresa se encontraba nuevamente en progreso, tal fue la recuperación que para 1986 contaba con tecnología de punta y la producción ya era de 5.000.000 de litros mensuales en enero. La marca San Carlos se volvió entre las marcas más populares del país, comenzó a aparecer mucha publicidad, de diversos tipos y distintos medios y el merchandising aparecía en diversas partes del país.
En 1990 la empresa se encontraba en pleno crecimiento en manos de la compañía española Estrella de Galicia, cuyo dueño era Francisco Ríos Seoane, quien fue también presidente del Club Deportivo Español de Buenos Aires.

### En la actualidad

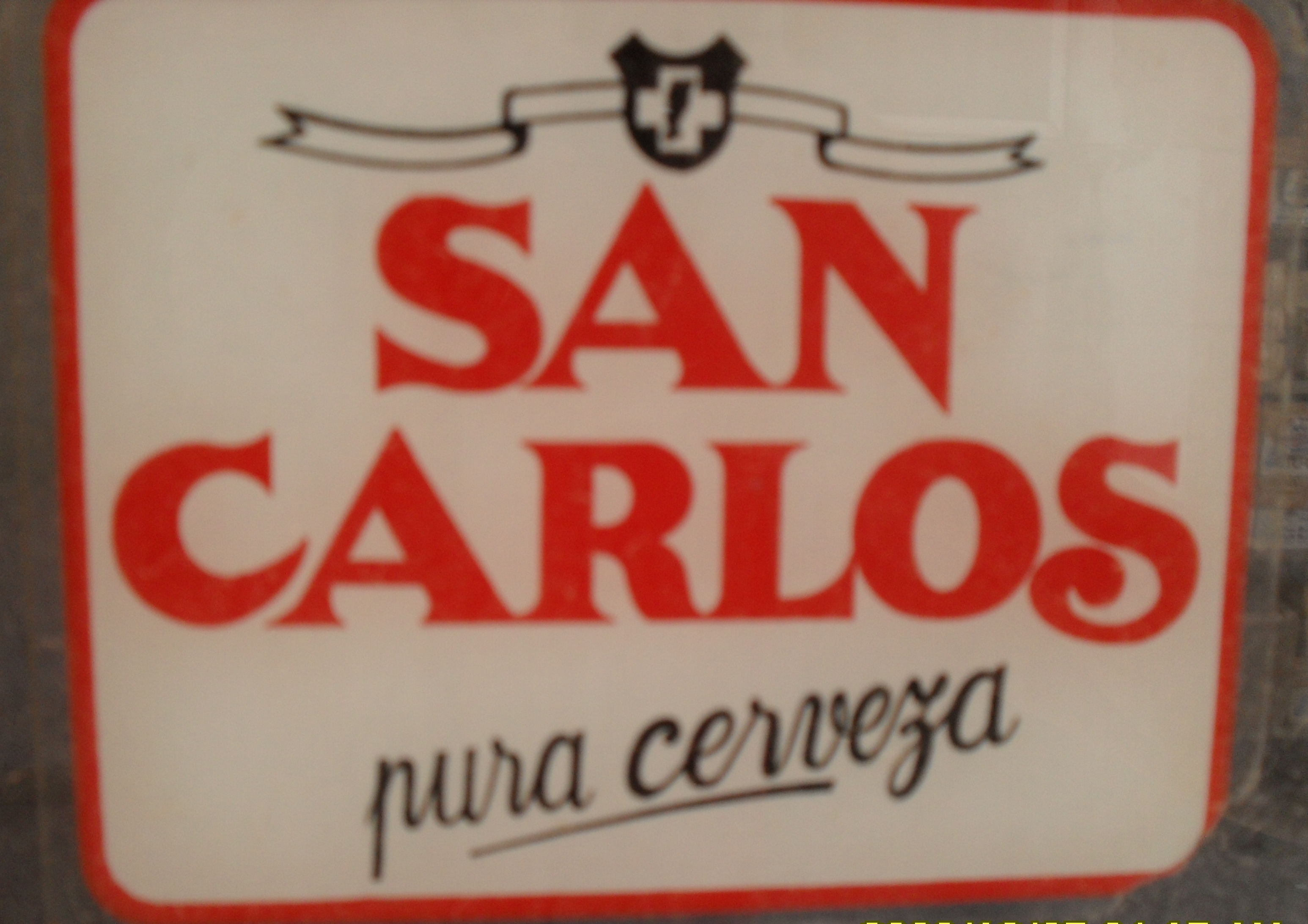
Afiche de Cerveza San Carlos, Pura Cerveza

Luego de la salida de Estrella de Galicia, la empresa pasó por su peor época, muchos dueños pasaron, y muchos problemas judiciales, incluso hasta el día de hoy existen juicios vigentes en los tribunales. Muchas fueron las marcas comerciales que se fabricaron, pero poco fue el éxito que tuvieron. Existieron, además de los bruscos cambios de dueños, importantes huelgas por parte de los empleados, e incluso una usurpación (supuestamente ilícita e ilegal) que se realizó un día domingo cuando en la empresa había poco personal. Desde ese día la empresa está usurpada, en pleno juicio, los antes empleados ahora son extrabajadores, y por supuesto, la producción de la legendaria e histórica Cervecería San Carlos, está parada.

### El Ferrocarril y la fábrica
En enero de 1883 se establece un decreto provincial entre el gobierno y la empresa constructora John G. Meiggs Son & Cia para construir un ferrocarril desde la ciudad capital de la provincia, Santa Fe, hacia las colonias agrícolas que hacía pocos años habían sido fundadas en el centro de la provincia. Se pensó para seguir completando la tarea de inmigración y para transportar las mercancías que se producían en los diferentes pueblos. Generalmente cereales y productos que salían de muchos de los molinos que existían en las colonias.
La construcción de estas vías comenzó en 1885, y al año siguiente, en 1886 se inauguró el tramo que iba desde Empalme San Carlos a San Carlos Sud, y al año siguiente, en 1887, se inauguró el trayecto entre San Carlos Sud y Gálvez.
Esta línea fue operada en un principio por la empresa FCPSF. En 1898 la compañía pasó a formar parte de la empresa "Unión Francesa". Entre 1946 y 1947, debido al proceso de estatización de los ferrocarriles, la empresa sufrió una reestructuración y pasó a formar parte del Ferrocarril General Belgrano. Desde ese momento el trayecto desde Gálvez hasta Empalme San Carlos fue llamado Ramal F9
Al principio la principal producción se envasaba en barriles de madera(roble) y fue muy importante el desarrollo que significó el ferrocarril para poder transportar la cerveza a todo el país. Las vías llegaban hasta las terminales de Gálvez (Santa Fe) y Santa Fe, y desde aquí el producto era transportado a todo el territorio nacional. Las vías bordeaban el oeste de San Carlos, y desde estas se construyó un tramo de 200 metros hasta el centro de la cervecería para poder cargar los barriles y los cajones en los vagones directamente desde la planta de producción. 
Un dato interesante es que en un terreno cercano a la fábrica, existía un establo perteneciente a la empresa, en el que había varios caballos percherones que eran utilizados para acarrear los vagones sobre los rieles desde el Ramal F9 hasta el interior del área de carga.
Los terrenos del ferrocarril fueron vendidos, las vías fueron desmanteladas a mediados de 1960 y en la actualidad solo quedan las pequeñas estaciones abandonadas en las 3 localidades de la Colonia San Carlos. Esto significó el fin del ferrocarril en esta zona, o por lo menos hasta ahora.

## Sindicato
El edificio del "Sindicato del Obrero Cervecero de San Carlos" se encuentra a escasas calles de la fábrica. Actualmente la actividad sindicalista se encuentra temporalmente paralizada debido a que las actividades en la empresa se encuentran paradas por el desarrollo judicial.

## Fiesta Argentina de la Cerveza

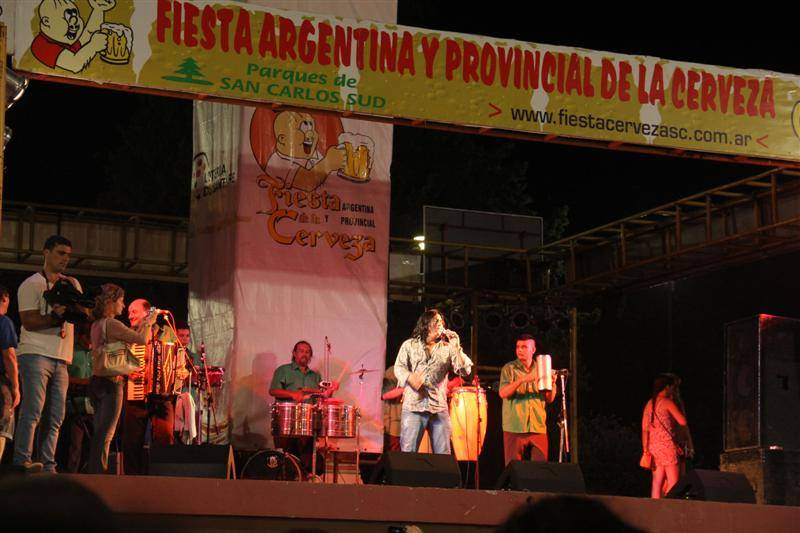
Actuación de Mario Pereyra y su banda.

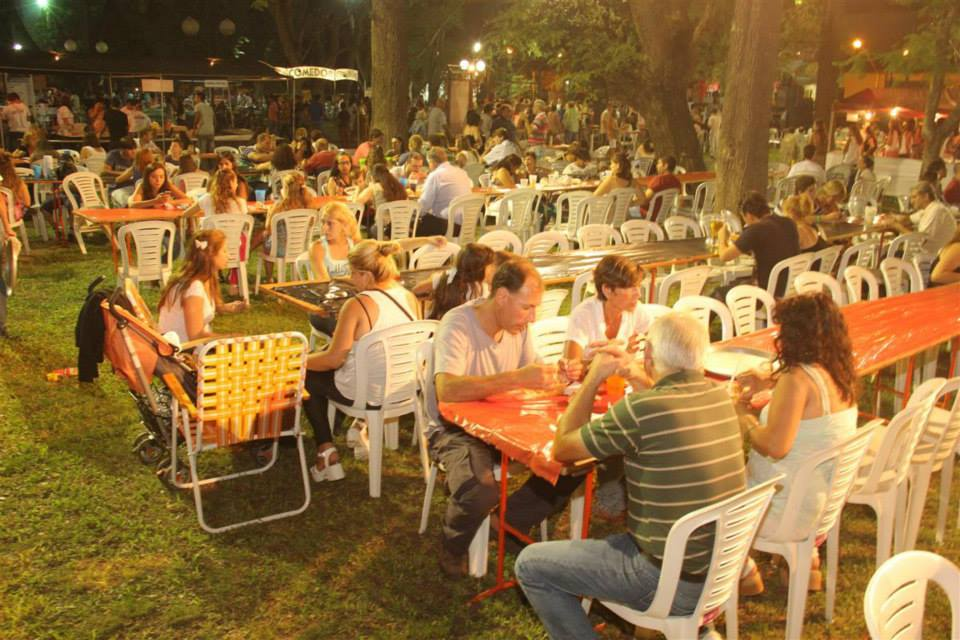
Zona de comedores.

Desde la década de los años 1960 se realiza la Fiesta Argentina de la Cerveza. La idea de organizarla surgió desde el "Centro de industria y comercio de San Carlos", el motivo fue realizar un evento que represente al pueblo en todo el país y el producto elegido por supuesto que fue la Cerveza San Carlos, conocida en casi la totalidad del país.
Es la primera fiesta de la cerveza de la República Argentina y por eso es la más importante. Se realiza todos los años a mediados del mes de enero(generalmente el tercer y cuarto fin de semana) en los parques de San Carlos Sud.
La plaza donde se realiza la fiesta tiene 200 metros de largo y 100 de ancho con abundantes árboles centenarios de gran esplandor. Existen 2 escenarios, uno es el escenario "central" ubicado exactamente en el centro de la plaza, en este escenario se presentan los espectáculos más importantes. El otro escenario, el "sur" , está ubicado en la zona de comedores.
Generalmente los espectáculos son de grupos de música tropical, especialmente grupos de cumbia santafesina.
Un detalle especial es que hay choperas(dispenser de cerveza tipo chopp) desparramadas por todo el parque. La última noche de la fiesta se realiza la elección de la reina argentina de la cerveza, ésta representa a la fiesta en todo el país durante un año, hasta la elección de la reina siguiente.
Desde los inicios de la fiesta la cerveza utilizada siempre ha sido la "Cerveza San Carlos", hasta que la producción de la fábrica se detuvo debido a los problemas legales que existen en la empresa. Actualmente la cerveza es otra marca comercial de la zona.

## Deportes

### Patrocinios deportivos
Cerveza San Carlos llegó a ser la principal marca de patrocinio deportivo en la Provincia de Santa Fe, ya que desde 1990 fue el principal patrocinador de los equipos de fútbol(el deporte más popular del país) más importantes de la Santa Fe, el Club Atlético Colón y el Club Atlético Unión, en sus camisetas aparecía el logotipo de la marca y en sus estadios la cartelera publicitaria. 
Obviamente que las instituciones deportivas sancarlinas siempre contaron con el apoyo de la marca en todas las actividades deportivas que se desarrollaban, se pueden nombrar a algunos clubes como por ejemplo, el Club Deportivo Unión Progresista, el Club Ciclista San Carlos, el Club Atlético San Carlos(Desaparecido), el Club Central San Carlos, el Club La Sancarlina(Bochófilo, Desaparecido) entre otras entidades deportivas sancarlinas. La institución más grande de San Carlos, en cuanto a cantidad de socios, y cantidad de deportes y logros deportivos es el Club Atlético Argentino de San Carlos quien también contó a lo largo de su historia con el patrocinio de la empresa. Como dato particular se puede decir que al club Argentino se lo conoce con el apodo de "El Cervecero", por ser el representante de la tierra cervecera como dicen sus aficionados.
También Cerveza San Carlos fue el principal patrocinador del tradicional y de importancia internacional Maratón Santa Fe-Coronda. También la "Doble San Carlos", competencia ciclística de carácter nacional organizada por el Club Ciclista San Carlos contó con el patrocinio de Cerveza San Carlos y fue impulsada en sus comienzos por la empresa. Otras competiciones de otros deportes también estuvieron patrocinadas por esta empresa, entre ellos, automovilismo, Mmtociclismo, básquetbol, voleibol y tenis.

### Club Cervecería San Carlos
El "Club Social y Deportivo Cervecería San Carlos", que se encuentra al lado de la fábrica, fue fundado el 8 de noviembre de 1933 por los empleados y su primer presidente fue Octavio Bernard. Fue creado como un centro de recreación en donde se realizan bailes y cenas, reuniones, y también se practicaban deportes, tales como Fútbol, Motociclismo y Voleibol. El club siempre mantuvo una clásica rivalidad en las competiciones oficiales con el Club Deportivo Unión Progresista, también de San Carlos Sud. El diseño de la camiseta del Club Cervecería es de color blanco con una franja color azul oscuro horizontal en el interior de la misma.
En fútbol, el equipo Semi-Profesional participaba en la Liga Esperancina de Fútbol. La empresa cedía al club un amplio estadio lindero a la estación del ferrocarril, la cancha de fútbol estaba rodeado por una pista de motociclismo. Este estadio fue demolido y en la actualidad el terreno que históricamente perteneció al club y a los obreros se encuentra vacío. 
Hablando específicamente del plantel del equipo de fútbol, podemos dar un detalle muy importante que dio inicio a los problemas económicos gracias a los cuales el Club Cervecería tuvo que dejar de competir oficialmente, el problema era que los costos eran muy altos debido a que ante la poca disponibilidad de futbolistas en el pueblo por ser una localidad pequeña, muchos jugadores tenían que buscarse en ciudades más lejanas. (recordemos que en San Carlos existían 5 clubes, Argentino y Central en San Carlos Centro, Sportivo del Norte en San Carlos Norte, y Unión Progresista y Club Cervecería en San Carlos Sud).
Existe una anécdota bastante particular. Se trata de que una vez llegó al Puerto de la ciudad de Santa Fe un buque de la armada británica, los marinos fueron invitados a San Carlos a visitar la localidad pero principalmente la famosa cervecería, dicha flota inglesa poseía un equipo de fútbol, el cual fue invitado a jugar un partido contra el conjunto del Club Cervecería San Carlos. Vale aclarar la importancia y lo gracioso de la anécdota ya que el equipo local superó por 12 tantos contra 0 al conjunto de la flota inglesa, aunque quizás el partido hubiera sido más parejo si los sancarlinos no hubieran emborrachado a propósito a sus rivales en la visita a la fábrica cervecera. Esta anécdota de "picardía sancarlina" es una de las tantas historias relacionadas con la empresa y que quedaron marcadas para siempre en la vida de las personas que formaron parte de la cervecería.
Cada año en el mes de diciembre se realiza la "Mini Fiesta de la Cerveza", en la cual se disfruta de la gastronomía, la cerveza, y de grupos musicales que actúan en el escenario ubicado frente al playón de la cancha de vóley que se utiliza como pista de baile. Es importante aclarar que se utiliza el nombre de esta fiesta es así debido a que es una forma de previa a la gran "Fiesta Provincial y Argentina de la Cerveza" que se realiza en la plaza del pueblo durante el tercer y el cuarto fin de semana de enero cada año.
En la actualidad el club ya no se encuentra relacionado con la empresa, solamente su nombre y su historia, los socios pueden disponer de un salón cubierto con capacidad para al menos 400 personas, dos canchas de voleibol al aire libre rodeados por frondosos árboles en donde también se realizan bailes ya que existe un hermoso escenario construido de ladrillos y techado, y también existe una cancha de fútbol, aunque no con las medidas profesionales, la actual cancha de fútbol es para fútbol 8, de unos 50 metros de largo y 30 de ancho, rodeada por un alambrado olímpico e iluminada, en ella se realizan torneos comerciales de Fútbol Super Ocho Sancarlino.

## Cultura
La Cerveza San Carlos también ha penetrado en la cultura popular de la Provincia de Santa Fe. Un ejemplo de esto es una canción del poeta santafesino Danilo Gallay.
Santa Fe de Mi Querer
"Soy dorado peledor en aguas del San Javier,
y la cosecha a granel que se carga allá en Rosario
y soy porrón de San Carlos, para calmarte la sed"
Son muchos los artículos periodísticos que describen que el Chopp San Carlos era el más vendido en la provincia de Santa Fe, por ejemplo, el diario El Litoral, de la ciudad de Santa Fe describe en un artículo que brinda información sobre un importante bar de los años 20' detalla que la Cerveza San Carlos era lo que más consumían los clientes.